# Mistrovství světa juniorů v ledním hokeji 2016
40. Mistrovství světa juniorů v ledním hokeji 2016 se konalo od 26. prosince 2015 do 5. ledna 2016 ve finském městě Helsinky.
Juniorské mistrovství světa se ve Finsku konalo pošesté – pokaždé se hrálo v Helsinkách, ale poprvé se o pořadatelství nedělily s jinými městy.

## Stadiony
| Helsinky                                  | Helsinky                                     |
| ----------------------------------------- | -------------------------------------------- |
| Hartwall Arena Kapacita: 13 349 16 zápasů | Helsingin jäähalli Kapacita: 8 200 14 zápasů |
|                                           |                                              |

## Herní systém
Ve dvou základních skupinách hrálo vždy pět týmů systémem každý s každým. Vítězství se počítalo za tři body, v případě nerozhodného výsledku si oba týmy připsali bod a následovalo 5 min. prodloužení a v případě nerozhodného výsledku samostatné nájezdy. Tato kritéria rozhodovala o držiteli bonusového bodu.
Z obou skupiny postoupila čtveřice mužstev, která si zahraje čtvrtfinále křížovým způsobem (vítězové skupin se čtvrtými týmy z opačných skupin, druzí si zahrají se třetími). Páté týmy základních skupin si zahrají spolu sérii na dva vítězné zápasy, poražené mužstvo ze série sestoupí z elitní skupiny.
V playoff se v případě nerozhodného výsledku po základní hrací době prodlužovalo deset minut (ve finále dvacet), případně následovaly samostatné nájezdy. Vítěz zápasu postoupil dále.
V nižších divizích I, II a III byly týmy rozděleny podle výkonnosti do skupin A a B (ve III. divizi skupiny nejsou). Vítěz A skupiny I. divize postoupil mezi elitu, poslední sestoupil do B skupiny a nahradil jej vítěz skupiny B. Nejhorší tým B skupiny I. divize sestoupil do A skupiny II. divize, jejíž vítěz šel do B skupiny I. divize a poslední sestoupil do B skupiny. V B skupině II. divize postoupil vítěz do A skupiny a poslední sestoupil do III. divize, jejíž vítěz jej nahradil.

## Oprávnění hrát na turnaji
Hráč byl oprávněn hrát na Mistrovství světa juniorů v roce 2016, jestliže:
- byl mužského pohlaví;
- narodil se nejdříve v roce 1996 nebo nejpozději v roce 2001;
- byl občanen dané země, kterou na turnaji reprezentoval;
- spadal pod národní asociaci, která je členem IIHF.

Hráč, který se narodil v roce 1996 musel mít své dvacáté narozeniny v období, kdy se šampionát konal, to znamená, že pokud měl nějaký hráč dvacáté narozeniny v průběhu sezóny 2015/16 mohl se ještě šampionátu zúčastnit. Hráč, který se narodil v roce 2001 musel mít své patnácté narozeniny v příslušný rok, v jakém se šampionát konal, tedy v období mezi 1. - 5. lednem 2016.

## Účastníci
Účast mělo jako pořadatelská země jistou Finsko a jako postupující tým z nižší skupiny Bělorusko. Dále se turnaje účastnila mužstva, která se umístila do 9. místa na MSJ 2015. Během šampionátu si zajistila postupem do čtvrtfinále účast v roce 2016 tato mužstva – Kanada, USA, Švédsko, Rusko, Slovensko, Dánsko a Česko. Poslední účastník vzešel ze souboje o udržení – Švýcarsko.

## Rozhodčí
IIHF nominovala na Mistrovství světa juniorů 12 hlavních rozhodčích a 10 čárových sudích.
hlavní rozhodčí
- Alexej Anisimov
- Andris Ansons
- Stefan Fonselius
- Brett Iverson
- Daniel Konc
- Mikael Nord
- Vladimír Pešina
- Daniel Piechaczek
- Christopher Pitoscia
- Aleksi Rantala
- Jean-Philippe Sylvain
- Marc Wiegand

čároví
- Nicolas Chartrand-Piche
- Matjaž Hribar
- Rene Jensen
- Roman Kaderli
- Pasi Nieminen
- Brian Oliver
- Alexander Otmachov
- Henrik Pihlblad
- Hannu Sormunen
- Alexander Waldejer

## Legenda
Toto je seznam vysvětlivek použitých v souhrnech odehraných zápasů.
| - PH1 – Branka v přesilové hře (5 na 4) - PH2 – Branka v přesilové hře (5 na 3) - VO1 – Branka v oslabení (4 na 5) | - VO2 – Branka v oslabení (3 na 5) - SV – Gól při signalizovaném vyloučení - PB – Gól do prázdné branky | - PP – Gól při odvolání brankáře (power play) - ts. – Gól z trestného střílení - vla. – Vlastní gól | - TG – Technický gól |

## Základní skupiny
Všechny časy zápasů jsou uvedeny ve středoevropském čase (UTC +1).

### Skupina A
|  | Týmy postupující do čtvrtfinále |
|  | Tým bude hrát o udržení         |

#### Tabulka
| Poř. | Tým       | Z | V | VP | PP | P | GV | GI | +/- | B  |
| ---- | --------- | - | - | -- | -- | - | -- | -- | --- | -- |
| 1.   | Švédsko   | 4 | 4 | 0  | 0  | 0 | 19 | 5  | +14 | 12 |
| 2.   | USA       | 4 | 3 | 0  | 0  | 1 | 18 | 5  | +13 | 9  |
| 3.   | Kanada    | 4 | 1 | 1  | 0  | 2 | 13 | 12 | +1  | 5  |
| 4.   | Dánsko    | 4 | 1 | 0  | 0  | 3 | 4  | 16 | −12 | 3  |
| 5.   | Švýcarsko | 4 | 0 | 0  | 1  | 3 | 7  | 23 | −16 | 1  |

#### Zápasy
| 26. prosince 2015 15:00 | Švýcarsko | 3 : 8 (1:3, 1:3, 1:2) | Švédsko | Helsingin jäähalli, Helsinky Návštěvnost: 5 600 |  |

| Zpráva | |                                             | |                                                                            |
| Gauthier Descloux (od 33. min. Joren van Pottelberghe)                                                        | Gauthier Descloux (od 33. min. Joren van Pottelberghe)                                                        | Brankáři                                    | Felix Sandström | Rozhodčí: Andris Ansons Vladimír Pešina Čároví: Pasi Nieminen Brian Oliver |
| T. Kessler (D. Malgin, A. Glauser) – 17:32 N. Rod) (E. Harlacher, D. Malgin) – 27:11 T. Kessler (VO1) – 51:57 | T. Kessler (D. Malgin, A. Glauser) – 17:32 N. Rod) (E. Harlacher, D. Malgin) – 27:11 T. Kessler (VO1) – 51:57 | 0:1 0:2 1:2 1:3 1:4 1:5 2:5 2:6 2:7 3:7 3:8 | 01:21 – W. Nylander (A. Nylander, D. Timashov) 10:17 – O. Lindblom (A. Holmström, A. Kempe) 19:31 – D. Timashov (A. Nylander) (PH1) 21:48 – D. Timashov (M. Pettersson, G. Carlsson) (PH1) 24:17 – R. Asplund (G. Carlsson, M. Pettersson) 32:50 – J. Forsbacka Karlsson (W. Lagesson) 42:34 – J. Larsson (A. Nylander, A. Holmström) (SV) 56:40 – A. O. Mattsson (M. Pettersson) | Rozhodčí: Andris Ansons Vladimír Pešina Čároví: Pasi Nieminen Brian Oliver |
| 60 min | 60 min | Tresty                                      | 10 min | Rozhodčí: Andris Ansons Vladimír Pešina Čároví: Pasi Nieminen Brian Oliver |
| 18 | 18 | Střely                                      | 39 | Rozhodčí: Andris Ansons Vladimír Pešina Čároví: Pasi Nieminen Brian Oliver |

| 26. prosince 2015 19:00 | USA | 4 : 2 (0:0, 1:1, 3:1) | Kanada | Helsingin jäähalli, Helsinky Návštěvnost: 6 112 |  |

| Zpráva | |                         |                                                                                     |                                                                                |
| Alex Nedeljkovic | Alex Nedeljkovic | Brankáři                | Mason McDonald                                                                      | Rozhodčí: Mikael Nord Aleksi Rantala Čároví: Alexander Otmachov Hannu Sormunen |
| C. White (S. Milano, Ch. Dvorak) – 36:33 Z. Werenski (A. Matthews, M. Tkachuk) (PH1) – 47:22 L. Belpedio (W. Borgen, C. White) – 56:42 A. Matthews (Z. Werenski, M. Tkachuk) – 57:23 | C. White (S. Milano, Ch. Dvorak) – 36:33 Z. Werenski (A. Matthews, M. Tkachuk) (PH1) – 47:22 L. Belpedio (W. Borgen, C. White) – 56:42 A. Matthews (Z. Werenski, M. Tkachuk) – 57:23 | 0:1 1:1 2:1 2:2 3:2 4:2 | 25:06 – M. Barzal (R. Chartier, J. Gauthier) 50:45 – Strome (Marner, Dermott) (PH1) | Rozhodčí: Mikael Nord Aleksi Rantala Čároví: Alexander Otmachov Hannu Sormunen |
| 27 min | 27 min | Tresty                  | 4 min                                                                               | Rozhodčí: Mikael Nord Aleksi Rantala Čároví: Alexander Otmachov Hannu Sormunen |
| 25 | 25 | Střely                  | 27                                                                                  | Rozhodčí: Mikael Nord Aleksi Rantala Čároví: Alexander Otmachov Hannu Sormunen |

| 27. prosince 2015 19:00 | Dánsko | 2 : 1 (0:1, 0:0, 2:0) | Švýcarsko | Helsingin jäähalli, Helsinky Návštěvnost: 1 596 |  |

| Zpráva                                                                          |                                                                                 |             |                                          |                                                                                         |
| Thomas Lillie                                                                   | Thomas Lillie                                                                   | Brankáři    | Joren van Pottelberghe                   | Rozhodčí: Alexej Anisimov Christopher Pitoscia Čároví: Matjaž Hribar Alexander Waldejer |
| S. Nielsen (K. Jensen, J. Røndbjerg) – 41:17 M. From (A. True, N. Krag) – 46:20 | S. Nielsen (K. Jensen, J. Røndbjerg) – 41:17 M. From (A. True, N. Krag) – 46:20 | 0:1 1:1 2:1 | 08:21 – N. Rod (E. Harlacher, R. Karrer) | Rozhodčí: Alexej Anisimov Christopher Pitoscia Čároví: Matjaž Hribar Alexander Waldejer |
| 25 min                                                                          | 25 min                                                                          | Tresty      | 4 min                                    | Rozhodčí: Alexej Anisimov Christopher Pitoscia Čároví: Matjaž Hribar Alexander Waldejer |
| 22                                                                              | 22                                                                              | Střely      | 23                                       | Rozhodčí: Alexej Anisimov Christopher Pitoscia Čároví: Matjaž Hribar Alexander Waldejer |

| 28. prosince 2015 15:00 | Švédsko | 1 : 0 (0:0, 1:0, 0:0) | USA | Helsingin jäähalli, Helsinky Návštěvnost: 5 415 |  |

| Zpráva                                         |                                                |          |                  |                                                                                                  |
| Linus Söderström                               | Linus Söderström                               | Brankáři | Alex Nedeljkovic | Rozhodčí: Daniel Piechaczek Jean-Philippe Sylvain Čároví: Nicolas Chartrand-Piche Hannu Sormunen |
| A. Nylander (D. Timashov, G. Carlsson) – 22:41 | A. Nylander (D. Timashov, G. Carlsson) – 22:41 | 1:0      |                  | Rozhodčí: Daniel Piechaczek Jean-Philippe Sylvain Čároví: Nicolas Chartrand-Piche Hannu Sormunen |
| 16 min                                         | 16 min                                         | Tresty   | 12 min           | Rozhodčí: Daniel Piechaczek Jean-Philippe Sylvain Čároví: Nicolas Chartrand-Piche Hannu Sormunen |
| 23                                             | 23                                             | Střely   | 46               | Rozhodčí: Daniel Piechaczek Jean-Philippe Sylvain Čároví: Nicolas Chartrand-Piche Hannu Sormunen |

| 28. prosince 2015 19:00 | Kanada | 6 : 1 (1:1, 4:0, 1:0) | Dánsko | Helsingin jäähalli, Helsinky Návštěvnost: 5 891 |  |

| Zpráva | |                             |                                          |                                                                        |
| Mason McDonald | Mason McDonald | Brankáři                    | Mathias Seldrup                          | Rozhodčí: Daniel Konc Marc Wiegand Čároví: Roman Kaderli Pasi Nieminen |
| A. Beauvillier (M. Barzal, R. Chartier) – 13:52 J. Quenneville (M. Marner, H. Fleury) – 21:14 M. Barzal (T. Chabot, J. Hicketts) (PH1) – 25:03 L. Crouse (T. Konecny, T. Dermott) – 25:54 M. Marner (D. Strome, B. Point) – 31:30 D. Strome (B. Point) (PH1) – 49:32 | A. Beauvillier (M. Barzal, R. Chartier) – 13:52 J. Quenneville (M. Marner, H. Fleury) – 21:14 M. Barzal (T. Chabot, J. Hicketts) (PH1) – 25:03 L. Crouse (T. Konecny, T. Dermott) – 25:54 M. Marner (D. Strome, B. Point) – 31:30 D. Strome (B. Point) (PH1) – 49:32 | 0:1 1:1 2:1 3:1 4:1 5:1 6:1 | 12:49 – A. True (M. From, A. Krogsgaard) | Rozhodčí: Daniel Konc Marc Wiegand Čároví: Roman Kaderli Pasi Nieminen |
| 4 min | 4 min | Tresty                      | 10 min                                   | Rozhodčí: Daniel Konc Marc Wiegand Čároví: Roman Kaderli Pasi Nieminen |
| 58 | 58 | Střely                      | 11                                       | Rozhodčí: Daniel Konc Marc Wiegand Čároví: Roman Kaderli Pasi Nieminen |

| 29. prosince 2015 1̈9:00 | Švýcarsko | 2 : 3 SN (2:1, 0:1, 0:0; 0:0; 0:1) | Kanada | Helsingin jäähalli, Helsinky Návštěvnost: 3 522 |  |

| Zpráva                                                                                               | |                                                | |                                                                               |
| Joren van Pottelberghe                                                                               | Joren van Pottelberghe                                                                               | Brankáři                                       | Mackenzie Blackwood                                                                                             | Rozhodčí: Stefan Fonselius Mikael Nord Čároví: Henrik Pihlblad Hannu Sormunen |
| D. Riat (N. Rod, Malgin) (PH1) – 02:12 D. Meyer (M. Forrer, J. Privet) – 15:37 Pius Suter Timo Meier | D. Riat (N. Rod, Malgin) (PH1) – 02:12 D. Meyer (M. Forrer, J. Privet) – 15:37 Pius Suter Timo Meier | 1:0 2:0 2:1 2:2 Samostatné nájezdy 0:0 0:1 0:2 | 19:37 – D. Strome (T. Chabot, L. Crouse) 32:17 – J. Hicketts (L. Crouse) Dylan Strome Brayden Point Matt Barzal | Rozhodčí: Stefan Fonselius Mikael Nord Čároví: Henrik Pihlblad Hannu Sormunen |
| 8 min                                                                                                | 8 min                                                                                                | Tresty                                         | 4 min | Rozhodčí: Stefan Fonselius Mikael Nord Čároví: Henrik Pihlblad Hannu Sormunen |
| 25                                                                                                   | 25                                                                                                   | Střely                                         | 35 | Rozhodčí: Stefan Fonselius Mikael Nord Čároví: Henrik Pihlblad Hannu Sormunen |

| 30. prosince 2015 15:00 | Švédsko | 5 : 0 (2:0, 1:0, 2:0) | Dánsko | Helsingin jäähalli, Helsinky Návštěvnost: 4 193 |  |

| Zpráva | |                     |               |                                                                                     |
| Felix Sandström | Felix Sandström | Brankáři            | Thomas Lillie | Rozhodčí: Aleksi Rantala Marc Wiegand Čároví: Alexander Otmachov Alexander Waldejer |
| A. Kempe (O. Lindblom) – 00:13 G. Forsling (J. Forsbacka Karlsson) (PH1) – 10:22 O. Lindblom (A. Holmström, A. O. Mattsson) – 37:17 W, Lageson (C. Ehn, J. Lööke) – 50:02 A. Nylander (R. Asplund, J. Larsson) – 55:55 | A. Kempe (O. Lindblom) – 00:13 G. Forsling (J. Forsbacka Karlsson) (PH1) – 10:22 O. Lindblom (A. Holmström, A. O. Mattsson) – 37:17 W, Lageson (C. Ehn, J. Lööke) – 50:02 A. Nylander (R. Asplund, J. Larsson) – 55:55 | 1:0 2:0 3:0 4:0 5:0 |               | Rozhodčí: Aleksi Rantala Marc Wiegand Čároví: Alexander Otmachov Alexander Waldejer |
| 4 min | 4 min | Tresty              | 10 min        | Rozhodčí: Aleksi Rantala Marc Wiegand Čároví: Alexander Otmachov Alexander Waldejer |
| 48 | 48 | Střely              | 9             | Rozhodčí: Aleksi Rantala Marc Wiegand Čároví: Alexander Otmachov Alexander Waldejer |

| 30. prosince 2015 19:00 | USA | 10 : 1 (6:0, 4:1, 0:0) | Švýcarsko | Helsingin jäähalli, Helsinky Návštěvnost: 3 701 |  |

| Zpráva | |                                              |                                                     |                                                                           |
| Alex Nedeljkovic (od 29. min. Brandon Halverson) | Alex Nedeljkovic (od 29. min. Brandon Halverson) | Brankáři                                     | Joren van Pottelberghe (od 16. min. Ludovic Waeber) | Rozhodčí: Daniel Konc Daniel Piechaczek Čároví: Rene Jensen Pasi Nieminen |
| Ch. Dvorak (Z. Werenski, S. Milano) – 07:23 A. Matthews (M. Tkachuk, C. White) – 08:26 B. Carlo (Z. Werenski) – 10:13 Z. Werenski (Ch. Dvorak, S. Milano) – 12:59 M. Tkachuk (Matthews) – 15:10 N. Schmaltz (R. Hitchcock, B. Boeser) – 16:33 M. Tkachuk (A. Matthews) – 22:12 A. Matthews (N. Schmaltz, C. White) (PH1) – 28:09 C. White (Ch. Dvorak) (VO1) – 29:00 R. Donato – 30:58 | Ch. Dvorak (Z. Werenski, S. Milano) – 07:23 A. Matthews (M. Tkachuk, C. White) – 08:26 B. Carlo (Z. Werenski) – 10:13 Z. Werenski (Ch. Dvorak, S. Milano) – 12:59 M. Tkachuk (Matthews) – 15:10 N. Schmaltz (R. Hitchcock, B. Boeser) – 16:33 M. Tkachuk (A. Matthews) – 22:12 A. Matthews (N. Schmaltz, C. White) (PH1) – 28:09 C. White (Ch. Dvorak) (VO1) – 29:00 R. Donato – 30:58 | 1:0 2:0 3:0 4:0 5:0 6:0 6:1 7:1 8:1 9:1 10:1 | 21:26 – T. Meier (N. Hischier)                      | Rozhodčí: Daniel Konc Daniel Piechaczek Čároví: Rene Jensen Pasi Nieminen |
| 6 min | 6 min | Tresty                                       | 14 min                                              | Rozhodčí: Daniel Konc Daniel Piechaczek Čároví: Rene Jensen Pasi Nieminen |
| 33 | 33 | Střely                                       | 28                                                  | Rozhodčí: Daniel Konc Daniel Piechaczek Čároví: Rene Jensen Pasi Nieminen |

| 31. prosince 2015 15:00 | Dánsko | 1 : 4 (1:1, 0:1, 0:2) | USA | Helsingin jäähalli, Helsinky Návštěvnost: 5 128 |  |

| Zpráva            |                   |                     | |                                                                                          |
| Mathias Seldrup   | Mathias Seldrup   | Brankáři            | Brandon Halverson | Rozhodčí: Stefan Fonselius Brett Iverson Čároví: Nicolas Chartrand-Piche Henrik Pihlblad |
| M. Lassen – 10:14 | M. Lassen – 10:14 | 1:0 1:1 1:2 1:3 1:4 | 17:04 – A. Matthews (C. White, M. Tkachuk) 24:02 – S. Milano (L. Belpedio) 45:40 – C. White (M. Tkachuk, A. Matthews) 47:43 – A. Bjork (S. Milano, B. Fortunato) (PH1) | Rozhodčí: Stefan Fonselius Brett Iverson Čároví: Nicolas Chartrand-Piche Henrik Pihlblad |
| 6 min             | 6 min             | Tresty              | 2 min | Rozhodčí: Stefan Fonselius Brett Iverson Čároví: Nicolas Chartrand-Piche Henrik Pihlblad |
| 17                | 17                | Střely              | 44 | Rozhodčí: Stefan Fonselius Brett Iverson Čároví: Nicolas Chartrand-Piche Henrik Pihlblad |

| 31. prosince 2015 19:00 | Kanada | 2 : 5 (1:2, 0:1, 1:2) | Švédsko | Helsingin jäähalli, Helsinky Návštěvnost: 7 003 |  |

| Zpráva                                                                           |                                                                                  |                             | |                                                                              |
| Mackenzie Blackwood                                                              | Mackenzie Blackwood                                                              | Brankáři                    | Linus Söderström | Rozhodčí: Alexej Anisimov Vladimír Pešina Čároví: Pasi Nieminen Brian Oliver |
| M. Stephens (T. Chabot) – 15:51 M. Marner (J. Hicketts, D. Strome) (PH2) – 54:10 | M. Stephens (T. Chabot) – 15:51 M. Marner (J. Hicketts, D. Strome) (PH2) – 54:10 | 0:1 0:2 1:2 1:3 1:4 2:4 2:5 | 04:37 – A. Nylander (R. Asplund, D. Timashov) (PH1) 07:08 – G. Forsling (A. Nylander, A. Kempe) (PH1) 33:38 – A. Kempe (A. Holmström, G. Forsling) (PH1) 47:09 – A. Karlsson (G. Carlsson, J. Lööke) 59:49 – R. Asplund (A. Englund) (PB) | Rozhodčí: Alexej Anisimov Vladimír Pešina Čároví: Pasi Nieminen Brian Oliver |
| 20 min                                                                           | 20 min                                                                           | Tresty                      | 14 min | Rozhodčí: Alexej Anisimov Vladimír Pešina Čároví: Pasi Nieminen Brian Oliver |
| 24                                                                               | 24                                                                               | Střely                      | 32 | Rozhodčí: Alexej Anisimov Vladimír Pešina Čároví: Pasi Nieminen Brian Oliver |

### Skupina B

#### Tabulka
| Poř. | Tým       | Z | V | VP | PP | P | GV | GI | +/- | B  |
| ---- | --------- | - | - | -- | -- | - | -- | -- | --- | -- |
| 1.   | Rusko     | 4 | 3 | 1  | 0  | 0 | 14 | 7  | +7  | 11 |
| 2.   | Finsko    | 4 | 3 | 0  | 0  | 1 | 23 | 13 | +10 | 9  |
| 3.   | Česko     | 4 | 2 | 0  | 1  | 1 | 12 | 10 | +2  | 7  |
| 4.   | Slovensko | 4 | 1 | 0  | 0  | 3 | 8  | 14 | −6  | 3  |
| 5.   | Bělorusko | 4 | 0 | 0  | 0  | 4 | 6  | 19 | −13 | 0  |

#### Zápasy
| 26. prosince 2015 13:00 | Česko | 1 : 2 SN (0:0, 1:0, 0:1; 0:0; 0:1) | Rusko | Hartwall Arena, Helsinky Návštěvnost: 10 106 |  |

| Zpráva                                                           |                                                                  |                                |                                                                                         |                                                                                              |
| Vítek Vaněček                                                    | Vítek Vaněček                                                    | Brankáři                       | Alexandr Georgijev                                                                      | Rozhodčí: Stefan Fonselius Daniel Piechaczek Čároví: Nicolas Chartrand-Piche Henrik Pihlblad |
| M. Špaček (ts.) – 33:54 Dominik Lakatoš Filip Chlapík David Kaše | M. Špaček (ts.) – 33:54 Dominik Lakatoš Filip Chlapík David Kaše | 1:0 1:1 Samostatné nájezdy 0:1 | 49:09 – A. Lauta (R. Fazlejev, A. Dergačjov) Maxim Lazarev Alexandr Polunin Artur Lauta | Rozhodčí: Stefan Fonselius Daniel Piechaczek Čároví: Nicolas Chartrand-Piche Henrik Pihlblad |
| 27 min                                                           | 27 min                                                           | Tresty                         | 6 min                                                                                   | Rozhodčí: Stefan Fonselius Daniel Piechaczek Čároví: Nicolas Chartrand-Piche Henrik Pihlblad |
| 25                                                               | 25                                                               | Střely                         | 22                                                                                      | Rozhodčí: Stefan Fonselius Daniel Piechaczek Čároví: Nicolas Chartrand-Piche Henrik Pihlblad |

| 26. prosince 2015 17:00 | Finsko | 6 : 0 (0:0, 1:0, 5:0) | Bělorusko | Hartwall Arena, Helsinky Návštěvnost: 12 222 |  |

| Zpráva | |                         |                                                 |                                                                               |
| Veini Vehviläinen | Veini Vehviläinen | Brankáři                | Ivan Kulbakov (od 48. min. Vladislav Verbickij) | Rozhodčí: Daniel Konc Jean-Philippe Sylvain Čároví: Matjaž Hribar Rene Jensen |
| J. Puljujärvi (S. Aho) – 37:14 P. Laine (J. Puljujärvi, O. Juolevi) – 41:33 S. Niku (M. Siikonen, K. Björkqvist) – 45:46 J. Puljujärvi (O. Juolevi, S. Aho) (PH1) – 47:26 S. Repo (A. Saarela) – 53:04 M. Rantanen (S. Aho, N. Mikkola) (PB) – 59:40 | J. Puljujärvi (S. Aho) – 37:14 P. Laine (J. Puljujärvi, O. Juolevi) – 41:33 S. Niku (M. Siikonen, K. Björkqvist) – 45:46 J. Puljujärvi (O. Juolevi, S. Aho) (PH1) – 47:26 S. Repo (A. Saarela) – 53:04 M. Rantanen (S. Aho, N. Mikkola) (PB) – 59:40 | 1:0 2:0 3:0 4:0 5:0 6:0 |                                                 | Rozhodčí: Daniel Konc Jean-Philippe Sylvain Čároví: Matjaž Hribar Rene Jensen |
| 8 min | 8 min | Tresty                  | 18 min                                          | Rozhodčí: Daniel Konc Jean-Philippe Sylvain Čároví: Matjaž Hribar Rene Jensen |
| 37 | 37 | Střely                  | 10                                              | Rozhodčí: Daniel Konc Jean-Philippe Sylvain Čároví: Matjaž Hribar Rene Jensen |

| 27. prosince 2015 15:00 | Bělorusko | 2 : 4 (1:1, 1:1, 0:2) | Slovensko | Hartwall Arena, Helsinky Návštěvnost: 1 472 |  |

| Zpráva                                                                                            |                                                                                                   |                         | |                                                                           |
| Ivan Kulbakov                                                                                     | Ivan Kulbakov                                                                                     | Brankáři                | Adam Húska | Rozhodčí: Stefan Fonselius Marc Wiegand Čároví: Rene Jensen Roman Kaderli |
| V. Malinovskij (A. Černikov, I. Suško) – 11:33 R. Vasilčuk (A. Bělevič, D. Karaban) (PH1) – 22:21 | V. Malinovskij (A. Černikov, I. Suško) – 11:33 R. Vasilčuk (A. Bělevič, D. Karaban) (PH1) – 22:21 | 1:0 2:0 3:0 4:0 5:0 6:0 | 06:56 – P. Koch (M. Sukeľ, J. Šiška) (SV) 32:28 – F. Lešťan (M. Surový) 40:19 – L. Hrušík (M. Paločko) 59:41 – J. Šiška (PB), (TG) | Rozhodčí: Stefan Fonselius Marc Wiegand Čároví: Rene Jensen Roman Kaderli |
| 10 min                                                                                            | 10 min                                                                                            | Tresty                  | 4 min | Rozhodčí: Stefan Fonselius Marc Wiegand Čároví: Rene Jensen Roman Kaderli |
| 26                                                                                                | 26                                                                                                | Střely                  | 39 | Rozhodčí: Stefan Fonselius Marc Wiegand Čároví: Rene Jensen Roman Kaderli |

| 28. prosince 2015 13:00 | Slovensko | 0 : 2 (0:0, 0:1, 0:1) | Česko | Hartwall Arena, Helsinky Návštěvnost: 8 998 |  |

| Zpráva     |            |          |                                                                               |                                                                                      |
| Adam Húska | Adam Húska | Brankáři | Vítek Vaněček                                                                 | Rozhodčí: Andris Ansons Aleksi Rantala Čároví: Alexander Otmachov Alexander Waldejer |
|            |            | 0:1 0:2  | 36:58 – D. Pastrňák (J. Zbořil, D. Kaše) (PH1) 51:55 – D. Lakatoš (F. Hronek) | Rozhodčí: Andris Ansons Aleksi Rantala Čároví: Alexander Otmachov Alexander Waldejer |
| 6 min      | 6 min      | Tresty   | 4 min                                                                         | Rozhodčí: Andris Ansons Aleksi Rantala Čároví: Alexander Otmachov Alexander Waldejer |
| 18         | 18         | Střely   | 34                                                                            | Rozhodčí: Andris Ansons Aleksi Rantala Čároví: Alexander Otmachov Alexander Waldejer |

| 28. prosince 2015 17:00 | Rusko | 6 : 4 (1:2, 4:1, 1:1) | Finsko | Hartwall Arena, Helsinky Návštěvnost: 12 526 |  |

| Zpráva | |                                         | |                                                                                   |
| Alexandr Georgijev | Alexandr Georgijev | Brankáři                                | Veini Vehviläinen | Rozhodčí: Brett Iverson Christopher Pitoscia Čároví: Brian Oliver Henrik Pihlblad |
| K. Kaprizov (I. Provorov, M. Lazarev) (PH1) – 06:10 A. Svetlakov (J. Korškov, J. Voronkov) (VO1) – 28:48 P. Kraskovskij (J. Korškov, N. Žuldikov) (PH1) – 32:29 V. Kameněv (K. Kaprizov, M. Lazarev) (PH1) – 35:28 A. Polunin (J. Korškov) – 36:05 R. Fazlejev (I. Provorov, A. Lauta) – 53:48 | K. Kaprizov (I. Provorov, M. Lazarev) (PH1) – 06:10 A. Svetlakov (J. Korškov, J. Voronkov) (VO1) – 28:48 P. Kraskovskij (J. Korškov, N. Žuldikov) (PH1) – 32:29 V. Kameněv (K. Kaprizov, M. Lazarev) (PH1) – 35:28 A. Polunin (J. Korškov) – 36:05 R. Fazlejev (I. Provorov, A. Lauta) – 53:48 | 0:1 1:1 1:2 1:3 2:3 3:3 4:3 5:3 5:4 6:4 | 04:13 – S. Aho (J. Puljujärvi, P. Laine) 18:53 – P. Laine (J. Puljujärvi, M. Keskitalo) 20:53 – A. Saarela (J. Puljujärvi, P. Laine) (PH1) 41:18 – A. Saarela (J. Nättinen) | Rozhodčí: Brett Iverson Christopher Pitoscia Čároví: Brian Oliver Henrik Pihlblad |
| 12 min | 12 min | Tresty                                  | 12 min | Rozhodčí: Brett Iverson Christopher Pitoscia Čároví: Brian Oliver Henrik Pihlblad |
| 25 | 25 | Střely                                  | 32 | Rozhodčí: Brett Iverson Christopher Pitoscia Čároví: Brian Oliver Henrik Pihlblad |

| 29. prosince 2015 15:00 | Bělorusko | 1 : 4 (0:3, 0:0, 1:1) | Rusko | Hartwall Arena, Helsinky Návštěvnost: 2 342 |  |

| Zpráva                         |                                |                     | |                                                                           |
| Vladislav Verbickij            | Vladislav Verbickij            | Brankáři            | Ilja Samsonov | Rozhodčí: Andris Ansons Vladimír Pešina Čároví: Matjaž Hribar Rene Jensen |
| A. Pacenkin (A. Busko) – 46:14 | A. Pacenkin (A. Busko) – 46:14 | 0:1 0:2 0:3 1:3 1:4 | 10:00 – M. Lazarev (V. Kameněv, K. Kaprizov) (PH1) 15:42 – A. Polunin (P. Kraskovskij, J. Korškov) (PH1) 18:19 – V. Kameněv (I. Provorov, M. Lazarev) 47:41 – A. Polunin (J. Korškov, N. Žuldikov) | Rozhodčí: Andris Ansons Vladimír Pešina Čároví: Matjaž Hribar Rene Jensen |
| 6 min                          | 6 min                          | Tresty              | 6 min | Rozhodčí: Andris Ansons Vladimír Pešina Čároví: Matjaž Hribar Rene Jensen |
| 18                             | 18                             | Střely              | 32 | Rozhodčí: Andris Ansons Vladimír Pešina Čároví: Matjaž Hribar Rene Jensen |

| 30. prosince 2015 13:00 | Česko | 5 : 3 (1:0, 1:3, 3:0) | Bělorusko | Hartwall Arena, Helsinky Návštěvnost: 8 456 |  |

| Zpráva | |                                 | |                                                                                             |
| Vítek Vaněček | Vítek Vaněček | Brankáři                        | Ivan Kulbakov | Rozhodčí: Brett Iverson Jean-Philippe Sylvain Čároví: Nicolas Chartrand-Piche Roman Kaderli |
| Š. Stránský – 15:39 D. Lakatoš (D. Pastrňák, F. Hronek) – 32:26 J. Smejkal (M. Špaček, J. Ordoš) – 52:06 R. Veselý (M. Špaček) – 54:20 D. Mašín (J. Smejkal) (PB) – 59:40 | Š. Stránský – 15:39 D. Lakatoš (D. Pastrňák, F. Hronek) – 32:26 J. Smejkal (M. Špaček, J. Ordoš) – 52:06 R. Veselý (M. Špaček) – 54:20 D. Mašín (J. Smejkal) (PB) – 59:40 | 1:0 1:1 1:2 2:2 2:3 3:3 4:3 5:3 | 20:43 – S. Falkovskij (A. Černikov, D. Karaban) 30:26 – J. Šarangovič (D. Karaban, S. Falkovskij) (PH1) 37:31 – V. Gončarov (D. Karaban) (PH1) | Rozhodčí: Brett Iverson Jean-Philippe Sylvain Čároví: Nicolas Chartrand-Piche Roman Kaderli |
| 4 min | 4 min | Tresty                          | 2 min | Rozhodčí: Brett Iverson Jean-Philippe Sylvain Čároví: Nicolas Chartrand-Piche Roman Kaderli |
| 49 | 49 | Střely                          | 24 | Rozhodčí: Brett Iverson Jean-Philippe Sylvain Čároví: Nicolas Chartrand-Piche Roman Kaderli |

| 30. prosince 2015 17:00 | Slovensko | 3 : 8 (2:1, 0:2, 1:5) | Finsko | Hartwall Arena, Helsinky Návštěvnost: 12 723 |  |

| Zpráva | |                                             | |                                                                                   |
| Adam Húska (od 53. min. Stanislav Škorvánek)                                                                                                 | Adam Húska (od 53. min. Stanislav Škorvánek)                                                                                                 | Brankáři                                    | Kaapo Kähkönen | Rozhodčí: Alexej Anisimov Christopher Pitoscia Čároví: Matjaž Hribar Brian Oliver |
| M. Sukeľ, (M. Paločko, A. Sloboda) (PH1) – 09:50 R. Bondra (L. Romančík, M. Surový) – 11:55 P. Maier (M. Sukeľ, Ch. Jaroš) (PH1, SV) – 45:27 | M. Sukeľ, (M. Paločko, A. Sloboda) (PH1) – 09:50 R. Bondra (L. Romančík, M. Surový) – 11:55 P. Maier (M. Sukeľ, Ch. Jaroš) (PH1, SV) – 45:27 | 1:0 2:0 2:1 2:2 2:3 2:4 2:5 3:5 3:6 3:7 3:8 | 15:15 – S. Aho (P. Laine, J. Puljujärvi) (PH1) 34:07 – A. Saarela (O. Juolevi, J. Puljujärvi) (PH1) 38:22 – R. Hintz (V. Saarijärvi, M. Rantanen) 40:28 – J. Puljujärvi (P. Laine, S. Aho) 42:41 – S. Aho (J. Puljujärvi, O. Juolevi) (PH1) 51:52 – P. Laine 52:30 – K. Kapanen (V. Saarijärvi, R. Hintz) (PH1) 57:42 – K. Björkqvist (V. Saarijärvi, M. Siikonen) | Rozhodčí: Alexej Anisimov Christopher Pitoscia Čároví: Matjaž Hribar Brian Oliver |
| 18 min | 18 min | Tresty                                      | 8 min | Rozhodčí: Alexej Anisimov Christopher Pitoscia Čároví: Matjaž Hribar Brian Oliver |
| 28 | 28 | Střely                                      | 48 | Rozhodčí: Alexej Anisimov Christopher Pitoscia Čároví: Matjaž Hribar Brian Oliver |

| 31. prosince 2015 13:00 | Rusko | 2 : 1 (1:0, 1:1, 0:0) | Slovensko | Hartwall Arena, Helsinky Návštěvnost: 6 497 |  |

| Zpráva                                                        |                                                               |             |                              |                                                                                  |
| Alexandr Georgijev                                            | Alexandr Georgijev                                            | Brankáři    | Adam Húska                   | Rozhodčí: Mikael Nord Jean-Philippe Sylvain Čároví: Roman Kaderli Hannu Sormunen |
| A. Lauta (A. Mikulovič, I. Provorov) – 15:29 J. Rykov – 29:12 | A. Lauta (A. Mikulovič, I. Provorov) – 15:29 J. Rykov – 29:12 | 1:0 2:0 2:1 | 35:50 – Ch. Jaroš (M. Sukeľ) | Rozhodčí: Mikael Nord Jean-Philippe Sylvain Čároví: Roman Kaderli Hannu Sormunen |
| 14 min                                                        | 14 min                                                        | Tresty      | 8 min                        | Rozhodčí: Mikael Nord Jean-Philippe Sylvain Čároví: Roman Kaderli Hannu Sormunen |
| 27                                                            | 27                                                            | Střely      | 21                           | Rozhodčí: Mikael Nord Jean-Philippe Sylvain Čároví: Roman Kaderli Hannu Sormunen |

| 31. prosince 2015 17:00 | Finsko | 5 : 4 (0:0, 3:3, 2:1) | Česko | Hartwall Arena, Helsinky Návštěvnost: 12 198 |  |

| Zpráva | |                                     | |                                                                                    |
| Veini Vehviläinen | Veini Vehviläinen | Brankáři                            | Vítek Vaněček | Rozhodčí: Andris Ansons Marc Wiegand Čároví: Alexander Otmachov Alexander Waldejer |
| J. Puljujärvi (S. Aho) – 20:57 R. Hintz – 28:06 A. Kalapudas (K. Kapanen, S. Niku) (PH1) – 30:46 J. Puljujärvi (J. Nättinen, O. Juolevi) (PH1) – 50:10 P. Laine (O. Juolevi) – 54:13 | J. Puljujärvi (S. Aho) – 20:57 R. Hintz – 28:06 A. Kalapudas (K. Kapanen, S. Niku) (PH1) – 30:46 J. Puljujärvi (J. Nättinen, O. Juolevi) (PH1) – 50:10 P. Laine (O. Juolevi) – 54:13 | 1:0 1:1 1:2 2:2 3:2 3:3 3:4 4:4 5:4 | 24:22 – J. Smejkal (M. Špaček, D. Pastrňák) 26:08 – J. Ordoš (D. Voženílek, T. Šoustal) 39:27 – D. Sklenička (D. Mašín, P. Zacha) 48:37 – M. Špaček (D. Pastrňák, J. Smejkal) | Rozhodčí: Andris Ansons Marc Wiegand Čároví: Alexander Otmachov Alexander Waldejer |
| 8 min | 8 min | Tresty                              | 10 min | Rozhodčí: Andris Ansons Marc Wiegand Čároví: Alexander Otmachov Alexander Waldejer |
| 27 | 27 | Střely                              | 35 | Rozhodčí: Andris Ansons Marc Wiegand Čároví: Alexander Otmachov Alexander Waldejer |

## O udržení
Všechny časy zápasů jsou uvedeny ve středoevropském čase (UTC +1).
Série na dvě vítězná utkání, poražené  Bělorusko sestoupilo do skupiny A I. divize pro rok 2017
| 2. ledna 2016 11:00 | Švýcarsko | 5 : 1 (1:1, 2:0, 2:0) | Bělorusko | Helsingin jäähalli, Helsinky Návštěvnost: 453 |  |

| Zpráva | |                         |                                          |                                                                          |
| Joren van Pottelberghe | Joren van Pottelberghe | Brankáři                | Ivan Kulbakov                            | Rozhodčí: Daniel Konc Vladimír Pešina Čároví: Rene Jensen Hannu Sormunen |
| N. Rod (T. Kessler) – 06:36 D. Malgin (T. Meier, D. Riat) – 35:36 D. Riat (D. Malgin, T. Meier) – 38:41 J. Privet (N. Hischier) – 51:05 T. Meier (P. Suter, S. Malgin) (PH1) – 58:59 | N. Rod (T. Kessler) – 06:36 D. Malgin (T. Meier, D. Riat) – 35:36 D. Riat (D. Malgin, T. Meier) – 38:41 J. Privet (N. Hischier) – 51:05 T. Meier (P. Suter, S. Malgin) (PH1) – 58:59 | 0:1 1:1 2:1 3:1 4:1 5:1 | 01:59 – D. Bujnickyj (G. Veremjov) (PH1) | Rozhodčí: Daniel Konc Vladimír Pešina Čároví: Rene Jensen Hannu Sormunen |
| 8 min | 8 min | Tresty                  | 26 min                                   | Rozhodčí: Daniel Konc Vladimír Pešina Čároví: Rene Jensen Hannu Sormunen |
| 42 | 42 | Střely                  | 21                                       | Rozhodčí: Daniel Konc Vladimír Pešina Čároví: Rene Jensen Hannu Sormunen |

| 3. ledna 2016 11:00 | Bělorusko | 2 : 6 (2:3, 0:3, 0:0) | Švýcarsko | Helsingin jäähalli, Helsinky Návštěvnost: 748 |  |

| Zpráva                                                                                      |                                                                                             |                                 | |                                                                          |
| Ivan Kulbakov (od 4. min. Vladislav Verbickij)                                              | Ivan Kulbakov (od 4. min. Vladislav Verbickij)                                              | Brankáři                        | Joren van Pottelberghe | Rozhodčí: Alexej Anisimov Mikael Nord Čároví: Rene Jensen Hannu Sormunen |
| D. Bujnickyj (P. Vorobej, D. Bokun) – 15:20 D. Filippovič (A. Bělevič, A. Pacenkin) – 16:44 | D. Bujnickyj (P. Vorobej, D. Bokun) – 15:20 D. Filippovič (A. Bělevič, A. Pacenkin) – 16:44 | 0:1 0:2 0:3 1:3 2:3 2:4 2:5 2:6 | 03:41 – P. Suter (T. Meier, D. Malgin) (PH1) 03:50 – P. Suter (R. Karrer, J. Siegenthaler) 12:43 – P. Suter (N. Rod, D. Malgin) (PH1) 28:18 – N. Rod (D. Malgin, T. Kessler) (PH1) 31:52 – C. Thurkauf (T. Kessler, D. Riat) 35:21 – D. Meyer (C. Thurkauf) | Rozhodčí: Alexej Anisimov Mikael Nord Čároví: Rene Jensen Hannu Sormunen |
| 16 min                                                                                      | 16 min                                                                                      | Tresty                          | 14 min | Rozhodčí: Alexej Anisimov Mikael Nord Čároví: Rene Jensen Hannu Sormunen |
| 23                                                                                          | 23                                                                                          | Střely                          | 44 | Rozhodčí: Alexej Anisimov Mikael Nord Čároví: Rene Jensen Hannu Sormunen |

## Play off

### Pavouk
|  | Čtvrtfinále 1 |               |               |  |    |              |              |              |  |               |               |               |    |
|  | A1            | Švédsko       | 6             |  |    |              |              |              |  |               |               |               |    |
|  | B4            | Slovensko     | 0             |  |    | Semifinále 1 | Semifinále 1 | Semifinále 1 |  |               |               |               |    |
|  |               |               |               |  |    | A1           | Švédsko      | 1            |  |               |               |               |    |
|  | Čtvrtfinále 2 | Čtvrtfinále 2 | Čtvrtfinále 2 |  | B2 | Finsko       | 2            |              |  |               |               |               |    |
|  | B2            | Finsko        | 6             |  |    |              |              |              |  |               |               |               |    |
|  | A3            | Kanada        | 5             |  |    |              |              |              |  | Finále        | Finále        | Finále        |    |
|  |               |               |               |  |    |              |              |              |  |               | B2            | Finsko        | 4p |
|  | Čtvrtfinále 3 | Čtvrtfinále 3 | Čtvrtfinále 3 |  |    |              |              |              |  |               | B1            | Rusko         | 3  |
|  | B1            | Rusko         | 4p            |  |    |              |              |              |  |               |               |               |    |
|  | A4            | Dánsko        | 3             |  |    | Semifinále 2 | Semifinále 2 | Semifinále 2 |  | Zápas o bronz | Zápas o bronz | Zápas o bronz |    |
|  |               |               |               |  |    | B1           | Rusko        | 2            |  | A1            | Švédsko       | 3             |    |
|  | Čtvrtfinále 4 | Čtvrtfinále 4 | Čtvrtfinále 4 |  | A2 | USA          | 1            |              |  | A2            | USA           | 8             |    |
|  | A2            | USA           | 7             |  |    |              |              |              |  |               |               |               |    |
|  | B3            | Česko         | 0             |  |    |              |              |              |  |               |               |               |    |

Všechny časy zápasů jsou uvedeny ve středoevropském čase (UTC +1).

### Čtvrtfinále
| 2. ledna 2016 13:00 | Rusko | 4 : 3 PP (1:0, 0:2, 2:1; 1:0) | Dánsko | Hartwall Arena, Helsinky Návštěvnost: 8 869 |  |

| Zpráva | |                             | |                                                                           |
| Alexandr Georgijev | Alexandr Georgijev | Brankáři                    | Thomas Lillie | Rozhodčí: Aleksi Rantala Marc Wiegand Čároví: Matjaž Hribar Roman Kaderli |
| J. Korškov (P. Kraskovskij, J. Rykov) – 02:49 A. Lauta (A. Dergačjov, R. Fazlejev) – 52:31 V. Kameněv (A. Lauta, I. Provorov) (PP) – 59:16 V. Kamenev (I. Provorov, A. Světlakov) – 65:00 | J. Korškov (P. Kraskovskij, J. Rykov) – 02:49 A. Lauta (A. Dergačjov, R. Fazlejev) – 52:31 V. Kameněv (A. Lauta, I. Provorov) (PP) – 59:16 V. Kamenev (I. Provorov, A. Světlakov) – 65:00 | 1:0 1:1 1:2 2:2 2:3 3:3 4:3 | 22:37 – Ma. Jensen (J. Holmberg, T. Olsen) 29:20 – T. Olsen (K. Jensen, S. Nielsen) 54:36 – E. Christensen (A. Krogsgaard) | Rozhodčí: Aleksi Rantala Marc Wiegand Čároví: Matjaž Hribar Roman Kaderli |
| 14 min | 14 min | Tresty                      | 2 min | Rozhodčí: Aleksi Rantala Marc Wiegand Čároví: Matjaž Hribar Roman Kaderli |
| 46 | 46 | Střely                      | 21 | Rozhodčí: Aleksi Rantala Marc Wiegand Čároví: Matjaž Hribar Roman Kaderli |

| 2. ledna 2016 15:00 | Švédsko | 6 : 0 (2:0, 1:0, 3:0) | Slovensko | Helsingin jäähalli, Helsinky Návštěvnost: 3 796 |  |

| Zpráva | |                         |            |                                                                                             |
| Linus Söderström | Linus Söderström | Brankáři                | Adam Húska | Rozhodčí: Andris Ansons Jean-Philippe Sylvain Čároví: Alexander Otmachov Alexander Waldejer |
| J. Eriksson Ek (J. Forsbacka-Karlsson) – 05:10 Lindblom (A. Holmström, A. Kempe) (PH1) – 11:35 C. Ehn (J. Lööke) – 30:07 A. Kempe (A. Holmström, A. Englund) – 43:43 J. Lööke (J. Forsbacka-Karlsson) (VO1) – 45:36 A. Nylander (D. Timashov, M. Pettersson)- 56:57 | J. Eriksson Ek (J. Forsbacka-Karlsson) – 05:10 Lindblom (A. Holmström, A. Kempe) (PH1) – 11:35 C. Ehn (J. Lööke) – 30:07 A. Kempe (A. Holmström, A. Englund) – 43:43 J. Lööke (J. Forsbacka-Karlsson) (VO1) – 45:36 A. Nylander (D. Timashov, M. Pettersson)- 56:57 | 1:0 2:0 3:0 4:0 5:0 6:0 |            | Rozhodčí: Andris Ansons Jean-Philippe Sylvain Čároví: Alexander Otmachov Alexander Waldejer |
| 14 min | 14 min | Tresty                  | 12 min     | Rozhodčí: Andris Ansons Jean-Philippe Sylvain Čároví: Alexander Otmachov Alexander Waldejer |
| 55 | 55 | Střely                  | 17         | Rozhodčí: Andris Ansons Jean-Philippe Sylvain Čároví: Alexander Otmachov Alexander Waldejer |

| 2. ledna 2016 17:00 | Finsko | 6 : 5 (1:2, 3:1, 2:2) | Kanada | Hartwall Arena, Helsinky Návštěvnost: 13 016 |  |

| Zpráva | |                                             | |                                                                                       |
| Veini Vehviläinen (od 28. min. Kaapo Kähkönen) | Veini Vehviläinen (od 28. min. Kaapo Kähkönen) | Brankáři                                    | Mackenzie Blackwood | Rozhodčí: Daniel Piechaczek Christopher Pitoscia Čároví: Brian Oliver Henrik Pihlblad |
| P. Laine (S. Aho, J. Puljujärvi) – 19:49 A. Kalapudas (O. Juolevi, J. Tuulola) – 26:18 A. Saarela (J. Puljujärvi) (PH1) – 35:44 J. Nättinen (A. Saarela, O. Juolevi) – 37:17 S. Aho (J. Puljujärvi, P. Laine) – 44:21 P. Laine (O. Juolevi, S. Aho) (PH2) – 54:10 | P. Laine (S. Aho, J. Puljujärvi) – 19:49 A. Kalapudas (O. Juolevi, J. Tuulola) – 26:18 A. Saarela (J. Puljujärvi) (PH1) – 35:44 J. Nättinen (A. Saarela, O. Juolevi) – 37:17 S. Aho (J. Puljujärvi, P. Laine) – 44:21 P. Laine (O. Juolevi, S. Aho) (PH2) – 54:10 | 0:1 0:2 1:2 2:2 2:3 3:3 4:3 4:4 5:4 5:5 6:5 | 05:21 – T. Konecny (J. Quenneville, M. Stephens) 10:59 – D. Strome (J. Gauthier, L. Crouse) 27:20 – L. Crouse (J. Virtanen) 43:14 – M. Marmer (B. Point) (PH1) 45:57 – M. Marmer (B. Point) (PH1) | Rozhodčí: Daniel Piechaczek Christopher Pitoscia Čároví: Brian Oliver Henrik Pihlblad |
| 12 min | 12 min | Tresty                                      | 18 min | Rozhodčí: Daniel Piechaczek Christopher Pitoscia Čároví: Brian Oliver Henrik Pihlblad |
| 29 | 29 | Střely                                      | 34 | Rozhodčí: Daniel Piechaczek Christopher Pitoscia Čároví: Brian Oliver Henrik Pihlblad |

| 2. ledna 2016 19:00 | USA | 7 : 0 (2:0, 3:0, 2:0) | Česko | Helsingin jäähalli, Helsinky Návštěvnost: 3 113 |  |

| Zpráva | |                             |                                         |                                                                                        |
| Alex Nedeljkovic | Alex Nedeljkovic | Brankáři                    | Vítek Vaněček (od 21. min. Aleš Stezka) | Rozhodčí: Stefan Fonselius Brett Iverson Čároví: Nicolas Chartrand-Piche Pasi Nieminen |
| N. Schmaltz (B. Boeser) – 05:17 Ch. Dvorak (B. Carlo, S. Milano) – 15:14 A. Matthews (W. Borgen, M. Tkachuk) – 24:15 A. Matthews (N. Schmaltz, Z. Werenski) (PH1) – 29:08 S. Eansor (VO1) – 38:04 A. Matthews (N. Schmaltz, Z. Werenski) (PH1) – 40:24 A. DeBrincat (R. Donato, R. MacInnis) – 51:53 | N. Schmaltz (B. Boeser) – 05:17 Ch. Dvorak (B. Carlo, S. Milano) – 15:14 A. Matthews (W. Borgen, M. Tkachuk) – 24:15 A. Matthews (N. Schmaltz, Z. Werenski) (PH1) – 29:08 S. Eansor (VO1) – 38:04 A. Matthews (N. Schmaltz, Z. Werenski) (PH1) – 40:24 A. DeBrincat (R. Donato, R. MacInnis) – 51:53 | 1:0 2:0 3:0 4:0 5:0 6:0 7:0 |                                         | Rozhodčí: Stefan Fonselius Brett Iverson Čároví: Nicolas Chartrand-Piche Pasi Nieminen |
| 6 min | 6 min | Tresty                      | 10 min                                  | Rozhodčí: Stefan Fonselius Brett Iverson Čároví: Nicolas Chartrand-Piche Pasi Nieminen |
| 35 | 35 | Střely                      | 28                                      | Rozhodčí: Stefan Fonselius Brett Iverson Čároví: Nicolas Chartrand-Piche Pasi Nieminen |

### Semifinále
| 4. ledna 2016 15:00 | Švédsko | 1 : 2 (1:0, 0:2, 0:0) | Finsko | Hartwall Arena, Helsinky Návštěvnost: 13 340 |  |

| Zpráva                                       |                                              |             |                                                                                                 |                                                                                          |
| Linus Söderström                             | Linus Söderström                             | Brankáři    | Kaapo Kähkönen                                                                                  | Rozhodčí: Daniel Piechaczek Christopher Pitoscia Čároví: Brian Oliver Alexander Otmachov |
| R. Asplund (D. Timashov, J. Larsson) – 10:17 | R. Asplund (D. Timashov, J. Larsson) – 10:17 | 1:0 1:1 1:2 | 31:08 – R. Hintz (M. Rantanen, K. Kapanen) 33:04 – A. Kalapudas (M. Rantanen, K. Kapanen) (PH1) | Rozhodčí: Daniel Piechaczek Christopher Pitoscia Čároví: Brian Oliver Alexander Otmachov |
| 20 min                                       | 20 min                                       | Tresty      | 6 min                                                                                           | Rozhodčí: Daniel Piechaczek Christopher Pitoscia Čároví: Brian Oliver Alexander Otmachov |
| 22                                           | 22                                           | Střely      | 28                                                                                              | Rozhodčí: Daniel Piechaczek Christopher Pitoscia Čároví: Brian Oliver Alexander Otmachov |

| 4. ledna 2016 19:00 | Rusko | 2 : 1 (0:1, 2:0, 0:0) | USA | Hartwall Arena, Helsinky Návštěvnost: 11 812 |  |

| Zpráva                                                 |                                                        |             |                                             |                                                                                    |
| Ilja Samsonov                                          | Ilja Samsonov                                          | Brankáři    | Alex Nedeljkovic                            | Rozhodčí: Brett Iverson Marc Wiegand Čároví: Nicolas Chartrand-Piche Pasi Nieminen |
| P. Kraskovskij (J. Korškov) – 35:08 J. Korškov – 37:56 | P. Kraskovskij (J. Korškov) – 35:08 J. Korškov – 37:56 | 0:1 1:1 2:1 | 09:03 – Ch. Dvorak (S. Milano, Z. Werenski) | Rozhodčí: Brett Iverson Marc Wiegand Čároví: Nicolas Chartrand-Piche Pasi Nieminen |
| 4 min                                                  | 4 min                                                  | Tresty      | 8 min                                       | Rozhodčí: Brett Iverson Marc Wiegand Čároví: Nicolas Chartrand-Piche Pasi Nieminen |
| 33                                                     | 33                                                     | Střely      | 27                                          | Rozhodčí: Brett Iverson Marc Wiegand Čároví: Nicolas Chartrand-Piche Pasi Nieminen |

### Zápas o 3. místo
| 5. ledna 2016 15:00 | Švédsko | 3 : 8 (2:2, 0:4, 1:2) | USA | Hartwall Arena, Helsinky Návštěvnost: 10 899 |  |

| Zpráva | |                                             | |                                                                                         |
| Felix Sandström | Felix Sandström | Brankáři                                    | Alex Nedeljkovic | Rozhodčí: Stefan Fonselius Aleksi Rantala Čároví: Nicolas Chartrand-Piche Pasi Nieminen |
| W. Lagesson (A. Kempe) – 17:39 C. Grundström (J. Eriksson Ek, J. Forsbacka-Karlsson) – 18:34 A. Holmström (O. Lindblom, A. Kempe) – 58:28 | W. Lagesson (A. Kempe) – 17:39 C. Grundström (J. Eriksson Ek, J. Forsbacka-Karlsson) – 18:34 A. Holmström (O. Lindblom, A. Kempe) – 58:28 | 0:1 0:2 1:2 2:2 2:3 2:4 2:5 2:6 2:7 2:8 3:8 | 11:59 – A. Bjork (Ch. Dvorak) 15:32 – M. Tkachuk (Z. Werenski, N. Schmaltz) 22:17 – B. Boeser (W. Borgen, M. Tkachuk) 24:06 – R. Donato (B. Carlo, R. MacInnis) 36:31 – A. Bjork (S. Milano, Ch. Dvorak) 39:51 – B. Carlo (N. Schmaltz) 43:38 – R. Donato 51:12 – M. Tkachuk (N. Schmaltz) | Rozhodčí: Stefan Fonselius Aleksi Rantala Čároví: Nicolas Chartrand-Piche Pasi Nieminen |
| 8 min | 8 min | Tresty                                      | 10 min | Rozhodčí: Stefan Fonselius Aleksi Rantala Čároví: Nicolas Chartrand-Piche Pasi Nieminen |
| 38 | 38 | Střely                                      | 29 | Rozhodčí: Stefan Fonselius Aleksi Rantala Čároví: Nicolas Chartrand-Piche Pasi Nieminen |

### Finále
| 5. ledna 2016 19:30 | Rusko | 3 : 4 PP (1:0, 0:0, 2:3; 0:1) | Finsko | Hartwall Arena, Helsinky Návštěvnost: 13 479 |  |

| Zpráva | |                             | |                                                                                   |
| Alexandr Georgijev | Alexandr Georgijev | Brankáři                    | Kaapo Kähkönen | Rozhodčí: Brett Iverson Christopher Pitoscia Čároví: Brian Oliver Henrik Pihlblad |
| V. Kameněv (I. Provorov, M. Lazarev) (PH1) – 04:50 A. Světlakov – 41:41 A. Světlakov (I. Provorov, J. Rykov) (PP) – 59:54 | V. Kameněv (I. Provorov, M. Lazarev) (PH1) – 04:50 A. Světlakov – 41:41 A. Světlakov (I. Provorov, J. Rykov) (PP) – 59:54 | 1:0 1:1 2:1 2:2 2:3 3:3 3:4 | 40:24 – P. Laine (S. Aho, J. Puljujärvi) 50:07 – S. Aho (J. Puljujärvi, P. Laine) 57:51 – M. Rantanen (V. Saarijärvi, A. Kalapudas) (PH1) 61:33 – K. Kapanen (A. Saarela) | Rozhodčí: Brett Iverson Christopher Pitoscia Čároví: Brian Oliver Henrik Pihlblad |
| 40 min | 40 min | Tresty                      | 4 min | Rozhodčí: Brett Iverson Christopher Pitoscia Čároví: Brian Oliver Henrik Pihlblad |
| 25 | 25 | Střely                      | 29 | Rozhodčí: Brett Iverson Christopher Pitoscia Čároví: Brian Oliver Henrik Pihlblad |

## Statistiky a hodnocení hráčů
Reference: 

### Nejlepší hráči podle direktoriátu IIHF
| Pozice              | Hráč             |
| ------------------- | ---------------- |
| Nejužitečnější hráč | Jesse Puljujärvi |
| Brankář             | Linus Söderström |
| Obránce             | Zach Werenski    |
| Útočník             | Jesse Puljujärvi |

### All Stars
| Pozice          | Hráč             |
| --------------- | ---------------- |
| Brankář         | Linus Söderström |
| Levý obránce    | Olli Juolevi     |
| Pravý obránce   | Zach Werenski    |
| Levé křídlo     | Patrik Laine     |
| Střední útočník | Auston Matthews  |
| Pravé křídlo    | Jesse Puljujärvi |

### Kanadské bodování
Toto je pořadí hráčů podle dosažených bodů, za jeden vstřelený gól nebo přihrávku na gól získal hráč jeden bod.
| Poř. | Hráč               | Záp. | G | A  | Body | +/− | PTM | Poz. |
| ---- | ------------------ | ---- | - | -- | ---- | --- | --- | ---- |
| 1.   | Jesse Puljujärvi   | 7    | 5 | 12 | 17   | +8  | 0   | ÚT   |
| 2.   | Sebastian Aho      | 7    | 5 | 9  | 14   | +9  | 4   | ÚT   |
| 3.   | Patrik Laine       | 7    | 7 | 6  | 13   | +8  | 6   | ÚT   |
| 4.   | Auston Matthews    | 7    | 7 | 4  | 11   | +6  | 2   | ÚT   |
| 5.   | Matthew Tkachuk    | 7    | 4 | 7  | 11   | +7  | 6   | ÚT   |
| 6.   | Alexander Nylander | 7    | 4 | 5  | 9    | +5  | 0   | ÚT   |
| 7.   | Zach Werenski      | 7    | 2 | 7  | 9    | +10 | 4   | OB   |
| 8.   | Denis Malgin       | 6    | 1 | 8  | 9    | −1  | 6   | ÚT   |
| 9.   | Olli Juolevi       | 7    | 0 | 9  | 9    | +6  | 4   | OB   |
| 10.  | Christian Dvorak   | 7    | 3 | 5  | 8    | +8  | 0   | ÚT   |
| 10.  | Adrian Kempe       | 7    | 3 | 5  | 8    | +1  | 8   | ÚT   |

Záp. = Odehrané zápasy; G = Góly; A = Přihrávky na gól; Body = Body; +/− = Plus/Minus; PTM = Počet trestných minut; Poz. = Pozice

### Hodnocení brankářů
Průběžné pořadí nejlepších pěti brankářů na mistrovství podle úspěšnosti zásahů v procentech, brankář musí mít odehráno minimálně 40% hrací doby za svůj tým.
| Poř. | Hráč             | Záp. | Čas    | OG | PZ  | ČK | Úsp%  | POG  |
| ---- | ---------------- | ---- | ------ | -- | --- | -- | ----- | ---- |
| 1.   | Linus Söderström | 5    | 295:28 | 7  | 125 | 2  | 94,70 | 1,42 |
| 2.   | Alex Nedeljkovic | 6    | 325:52 | 9  | 148 | 1  | 94,27 | 1,66 |
| 3.   | Thomas Lillie    | 3    | 185:00 | 10 | 107 | 0  | 91,45 | 3,24 |
| 4.   | Kaapo Kähkönen   | 4    | 214:13 | 9  | 90  | 0  | 90,91 | 2,52 |
| 5.   | Adam Húska       | 5    | 292:30 | 19 | 169 | 0  | 89,89 | 3,90 |

Záp. = Odchytané zápasy; Čas = Čas na ledě (minuty); OG = Obdržené góly; PZ = Počet zásahů; ČK = Čistá konta; Úsp% = Procento úspěšných zásahů; POG = Průměr obdržených gólů na zápas

## Medailisté
Finsko

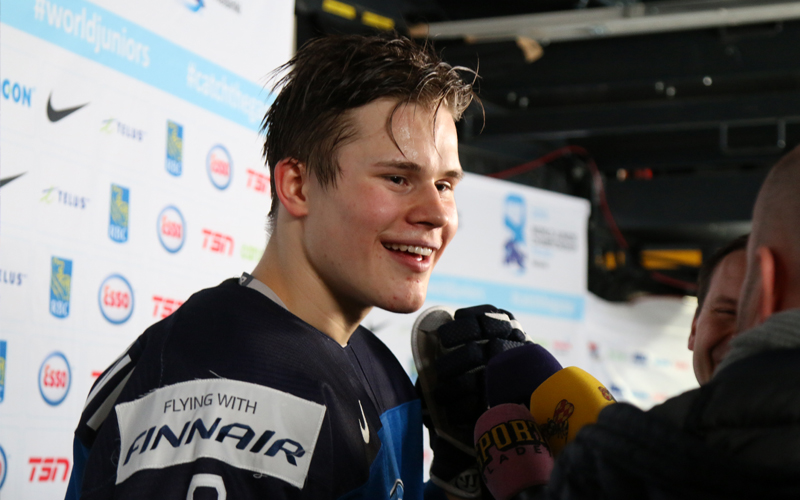
Interview s Jessiem Puljujärvim na juniorském národním šampionátu 2016

Brankáři: Kaapo Kähkönen, Emil Larmi, Veini Vehviläinen

Obránci: Olli Juolevi, Miro Keskitalo, Niko Mikkola, Sami Niku, Vili Saarijärvi, Eetu Sopanen, Joni Tuulola

Útočníci: Sebastian Aho, Kasper Björkqvist, Roope Hintz, Antti Kalapudas, Kasperi Kapanen, Patrik Laine, Juho Lammikko, Julius Nättinen, Jesse Puljujärvi, Mikko Rantanen, Sebastian Repo, Aleksi Saarela, Miska Siikonen

Trenér: Jukka Jalonen.
  Rusko
Brankáři: Alexandr Georgiev, Ilja Samsonov, Maxim Treťjak

Obránci: Sergej Bojkov, Alexandr Mikulovič, Ivan Provorov, Jegor Rykov, Dmitrij Sergejev, Damir Šaripzjanov, Jegor Voronkov, Nikita Žuldikov

Útočníci: Alexandr Dergačjov, Radel Fazlejev, Vladislav Kameněv, Kirill Kaprizov, Jegor Korškov, Pavel Kraskovskij, Andrej Kuzmenko, Artur Lauta, Maxim Lazarev, Alexandr Polunin, Jevgenij Svedčikov, Andrej Svetlanov

Trenér: Valerij Bragin.
  USA
Brankáři: Brandon Halverson, Alex Nedeljkovic

Obránci: Louie Belpedio, Will Borgen, Brandon Carlo, Brandon Fortunato, Chad Krys, Charlie McAvoy, Charlie McAvoy

Útočníci: Anders Bjork, Brock Boeser, Alex DeBrincat, Ryan Donato, Christian Dvorak, Scott Eansor, Ryan Hitchcock, Ryan MacInnis, Auston Matthews, Sonny Milano, Nick Schmaltz, Matthew Tkachuk, Colin White

Trenér: Ron Wilson.

## Konečné pořadí
| Poř.             | Mistrovství světa | Z | V | VP | PP | P | GV | GI | +/- | B  |
| ---------------- | ----------------- | - | - | -- | -- | - | -- | -- | --- | -- |
| Zlatá medaile    | Finsko            | 7 | 5 | 1  | 0  | 1 | 35 | 22 | +13 | 17 |
| Stříbrná medaile | Rusko             | 7 | 4 | 2  | 1  | 0 | 23 | 15 | +8  | 18 |
| Bronzová medaile | USA               | 7 | 5 | 0  | 0  | 2 | 34 | 10 | +24 | 12 |
| 4.               | Švédsko           | 7 | 5 | 0  | 0  | 2 | 29 | 15 | +14 | 12 |
| 5.               | Česko             | 5 | 2 | 0  | 1  | 2 | 12 | 17 | −5  | 7  |
| 6.               | Kanada            | 5 | 1 | 1  | 0  | 3 | 18 | 18 | 0   | 5  |
| 7.               | Slovensko         | 5 | 1 | 0  | 0  | 4 | 8  | 20 | −12 | 3  |
| 8.               | Dánsko            | 5 | 1 | 0  | 1  | 3 | 7  | 20 | −13 | 4  |
| 9.               | Švýcarsko         | 6 | 2 | 0  | 1  | 3 | 18 | 26 | −8  | 7  |
| 10.              | Bělorusko         | 6 | 0 | 0  | 0  | 6 | 9  | 30 | −21 | 0  |

## I. divize

### Skupina A
Skupina A proběhla 13.–19. prosince 2015 ve Vidni v Rakousku.
| Tým           | Z | V | VP | PP | P | VG | IG | B  |
| ------------- | - | - | -- | -- | - | -- | -- | -- |
| 1. Lotyšsko   | 5 | 4 | 1  | 0  | 0 | 20 | 7  | 14 |
| 2. Rakousko   | 5 | 3 | 0  | 0  | 2 | 18 | 18 | 9  |
| 3. Kazachstán | 5 | 2 | 1  | 0  | 2 | 21 | 13 | 8  |
| 4. Norsko     | 5 | 1 | 1  | 2  | 1 | 21 | 14 | 7  |
| 5. Německo    | 5 | 2 | 0  | 1  | 2 | 10 | 14 | 7  |
| 6. Itálie     | 5 | 0 | 0  | 0  | 5 | 5  | 29 | 0  |

| postup do elitní skupiny | sestup do skupiny B I. divize |

### Skupina B
Skupina B proběhla 12.–18. prosince 2015 v Megève ve Francii.  Japonsko odstoupilo z turnaje dva dny před zahájením a automaticky sestoupilo.
| Tým               | Z | V | VP | PP | P | VG | IG | B |
| ----------------- | - | - | -- | -- | - | -- | -- | - |
| 1. Francie        | 4 | 2 | 1  | 0  | 1 | 17 | 9  | 8 |
| 2. Polsko         | 4 | 2 | 1  | 0  | 1 | 15 | 10 | 8 |
| 3. Velká Británie | 4 | 2 | 1  | 0  | 1 | 13 | 16 | 8 |
| 4. Ukrajina       | 4 | 1 | 0  | 2  | 1 | 9  | 10 | 5 |
| 5. Slovinsko      | 4 | 0 | 0  | 1  | 3 | 6  | 15 | 1 |
| 6. Japonsko       | X | X | X  | X  | X | X  | X  | X |

| postup do skupiny A I. divize | sestup do skupiny A II. divize |

## II. divize

### Skupina A
Skupina A proběhla 13.–19. prosince 2015 v Elektrėnai v Litvě.
| Tým            | Z | V | VP | PP | P | VG | IG | B  |
| -------------- | - | - | -- | -- | - | -- | -- | -- |
| 1. Maďarsko    | 5 | 5 | 0  | 0  | 0 | 36 | 9  | 15 |
| 2. Litva       | 5 | 3 | 1  | 0  | 1 | 18 | 16 | 11 |
| 3. Estonsko    | 5 | 3 | 0  | 0  | 2 | 27 | 26 | 9  |
| 4. Chorvatsko  | 5 | 2 | 0  | 0  | 3 | 13 | 21 | 6  |
| 5. Nizozemsko  | 5 | 0 | 1  | 0  | 4 | 14 | 23 | 2  |
| 6. Jižní Korea | 5 | 0 | 0  | 2  | 3 | 15 | 28 | 2  |

| postup do skupiny B I. divize | sestup do skupiny B II. divize |

### Skupina B
Skupina B proběhla 17.–23. ledna 2016 v Novém Sadu v Srbsku.
| Tým          | Z | V | VP | PP | P | VG | IG | B  |
| ------------ | - | - | -- | -- | - | -- | -- | -- |
| 1. Rumunsko  | 5 | 4 | 1  | 0  | 0 | 37 | 14 | 14 |
| 2. Španělsko | 5 | 4 | 0  | 0  | 1 | 34 | 12 | 11 |
| 3. Srbsko    | 5 | 3 | 0  | 1  | 1 | 34 | 9  | 10 |
| 4. Belgie    | 5 | 2 | 0  | 0  | 4 | 14 | 21 | 6  |
| 5. Austrálie | 5 | 1 | 0  | 0  | 4 | 11 | 35 | 3  |
| 6. Čína      | 5 | 0 | 0  | 0  | 5 | 6  | 45 | 0  |

| postup do skupiny A II. divize | sestup do III. divize |

## III. divize
III. divize proběhla 15.–24. ledna 2016 v Naucalpanu v Mexiku.
| Tým             | Z | V | VP | PP | P | VG | IG | B  |
| --------------- | - | - | -- | -- | - | -- | -- | -- |
| 1. Mexiko       | 6 | 5 | 0  | 0  | 1 | 24 | 14 | 15 |
| 2. Bulharsko    | 6 | 4 | 0  | 0  | 2 | 18 | 13 | 12 |
| 3. Nový Zéland  | 6 | 4 | 0  | 0  | 2 | 29 | 16 | 12 |
| 5. Izrael       | 6 | 3 | 0  | 1  | 2 | 39 | 23 | 10 |
| 5. Island       | 6 | 2 | 1  | 0  | 3 | 24 | 21 | 8  |
| 6. Turecko      | 6 | 2 | 0  | 0  | 4 | 20 | 15 | 6  |
| 7. Jižní Afrika | 6 | 0 | 0  | 0  | 6 | 7  | 59 | 0  |

| postup do skupiny B II. divize |